# 돌고 도는 사랑의 계절
〈돌고 도는 사랑의 계절〉(めぐる恋の季節 메구루코이노키세츠[*])는 ℃-ute의 메이저 두 번째 싱글(통산 여섯 번째 싱글)이다. 2007년 7월 11일에 zetima에서 발매됐다.

## 개요
- 타이틀곡은 TV 도쿄 계열 애니메이션 《로비와 케로비》의 2007년 7월 ~ 9월의 여는 곡.
- 센터는 스즈키 아이리이다. 메인 보컬은 스즈키 아이리와 야지마 마이미이다.
- 〈돌고 도는 사랑의 계절〉의 래핑 광고를 한 미쓰비후소 에어로퀸 ‘Cutie Circuit 2007 ~MAGICAL CUTIE TOUR~ 특제 대형 버스’(통칭 ‘℃-ute 버스’)가 2007년 7월 31일에 처음으로 보였다. 같은 해 7월 31일 ~ 8월 24일의 Cutie Circuit 2007에서 멤버의 이동에 사용됐다.

## 수록곡
전체 작사·작곡: 츤쿠
| #  | 제목                                       | 작곡                         | 재생 시간 |
| -- | ------------------------------------------ | ---------------------------- | --------- |
| 1. | 〈돌고 도는 사랑의 계절〉 (めぐる恋の季節) | 편곡: 스즈키 다이치 히데유키 |           |
| 2. | 〈미소녀 심리〉 (美少女心理)               | 편곡: 아사이 야스오          |           |
| 3. | 〈돌고 도는 사랑의 계절 (Instrumental)〉   |                              |           |

## 참가 음악가
- 스즈키 다이치 히데유키 : 프로그래밍, 기타 (#1)
- CHINO : 코러스 (#1)
- 아사이 야스오 : 프로그래밍, 기타 (#2)
- 타케우치 히로아키 : 코러스 (#2)